# Katty Santaella
Katty Santaella (21 de mayo de 1967) es una judoca venezolana. Compitió en la prueba de peso medio femenino en los Juegos Olímpicos de 1996.